# Képregény

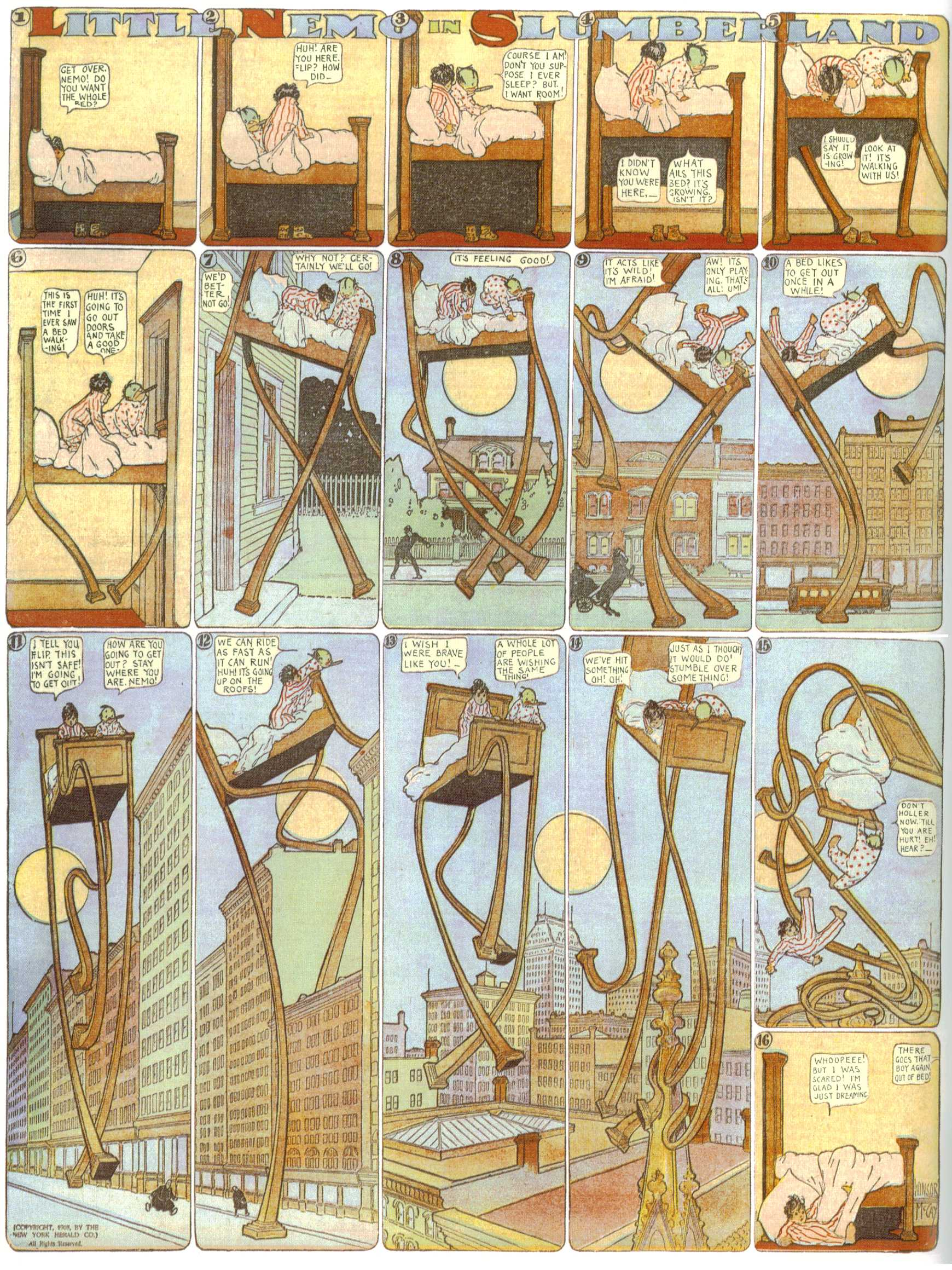
Egy korai képregény, A kis Nemo

A képregény az irodalom és a képzőművészet sajátos keveréke, amit gyakran a kilencedik művészetnek neveznek, egymás után következő képek sorozata, amelyek egy történetet mesélnek el. A képeket rendszerint (elbeszélő vagy párbeszédes) szöveg egészíti ki, ami általában úgynevezett szóbuborékokban helyezkedik el. Eredetileg csak egyszerű, szórakoztató történeteket díszítettek képsorozatokkal, mára azonban széles körben kedvelt műfajjá nőtte ki magát és számos alműfajra tagozódott.
Gyökerei évszázadokra, a kora középkori kódexekig és falfestményekig nyúlnak vissza, sőt egyesek a barlangrajzokig is visszavezetik (némi joggal, hiszen végső soron minden képzőművészet a barlangrajzokból ered). A képregény szoros értelemben vett, mai formája (képkockák, szóbuborékok, oldalszerkesztés stb.) azonban nagyon fiatal, a 19. század végén alakult ki az Egyesült Államokban. Tipikusan huszadik századi műfaj, a popkultúra része.

## Elnevezései
Magyarul a "képregény" mint szóösszetétel először 1923-ban bukkan föl a sajtóban, ám akkor fogalmilag még nem a mai értelemben. A névtelen filmkritikus metaforája egy mozidarab kapcsán született: "A film maga egy költői képregény, amely fájdalmasan hullámzik át az argentiniai síkságról – a magyar Hortobágyig."
A mai értelemben vett képregény elnevezés először 1938-ban jelent meg a Képes Regények sorozat kapcsán. Ezekben a zsebkönyvekben amerikai krimi és akció képregények alaposan átszerkesztett változatait találhatjuk meg. A szövegbuborékokat kitörölték, a narrátori szöveget kiegészítették, a képanyagot megvágták, átszerkesztették, míg végül az eredmény egy illusztrált regény lett. Miután ezeknek végül nem volt sok közük a képregényhez, így ez nem tekinthető a "képregény" szó közvetlen eredetének. Ez az összetett szó legközelebb 1948-ra válik általánosan elterjedtté és jelentése is megegyezik a maival. Miután az adaptációs képregények 1955-től válnak Magyarországon egyeduralkodóvá, így téves a feltételezés, miszerint a képregény szavunk regények adaptációra utalna. 
A magyar talán az egyetlen nyelv, amely a regény szóból származtatja a képregényt. A "regény" terminus sokáig nem csupán az egzakt irodalomelméleti értelemben vett műfaji megjelölést fedte le: ezzel illettek minden kalandos történetet, tekintet nélkül terjedelmére, cselekményének szerteágazására, a szereplők jellemfejlődésére, a társadalmi környezet leírására stb. Így egy kétoldalas rajzsorozatot, vagy a ponyvairodalom berkeiben közreadott novellákat, esetenként történetkéket is "regényként" tálalták a magyar olvasónak – de az ezeroldalas, 20. századi modern értelemben vett regény is ezt a megnevezést kapta. 
A legelső magyar képregényrajzolónak Jankó Jánost (1833-1896) tekinthetjük, aki az 1860-as évektől kezdve haláláig folyamatosan jelen volt rajzaival a magyar élclapokban.
Angolul a képregényt általánosságban comics-nak nevezik, ez annyit tesz: vicces, hiszen a korai amerikai képtörténetek az egyszerű humorra építettek. Az amerikai képregénynek két tipikus fajtája van. Az első az úgynevezett képsor, általában három-öt képből álló, csattanóval végződő történet: ez a comic strip (vicces csík), ami napilapok rovataiban, vagy tipikusan vasárnapi mellékleteiben jelenik meg. Ennek magyar megfelelőjeként gyakran a képsor elnevezést alkalmazzuk. A másik a comic book (képregény könyv), önálló, általában húsz-harminc oldalas füzetben megjelenő történet.
Az európai képregény kezdetben heti vagy havi rendszerességű magazinokban jelent meg, amelyek egyszerre több figura történeteit is bemutatták néhány oldalon. Az ötvenes évektől egyre népszerűbbé válik az album-formátum: az általában negyven-hatvan oldalon, gyakran keményfedelű kiadásban egyetlen figura kalandjait bemutató könyvek. A legnagyobb „képregénytermelő” országokban használt nevek gyakran specifikusan az adott ország képregényeire vonatkoznak. A francia képregény neve bande dessinée vagy röviden BD (rajzolt csík), a hollandé stripverhaal (csíktörténet), az olaszé fumetti (füstöcske, ez a szóbuborékokra utal), a spanyolé tebeo (az első spanyol képregényújság, a TBO címéből) vagy historieta (történetecske). (A spanyol-portugál nyelvű Latin-Amerikában más elnevezéseket is használnak: monitos Mexikóban és Chilében, muñequitos Kubában és quadrinhos Brazíliában.)
A képregény harmadik, sajátos típusa a manga (漫画, japánul annyit tesz: szeszélyes képek), ami a középkori japán festészet és a modern nyugati karikatúrák kereszteződéséből alakult ki.

## Története
Vitatott, hogy honnan és milyen régről ered a képregény, és a különböző nézőpontok a szó meghatározásán alapulnak. Egyesek az egymást kiegészítő képet és szöveget tekintik elsődleges ismérvnek, mások a képek sorrendiségét és ezzel történetleíró képességét.

### A gyökerek

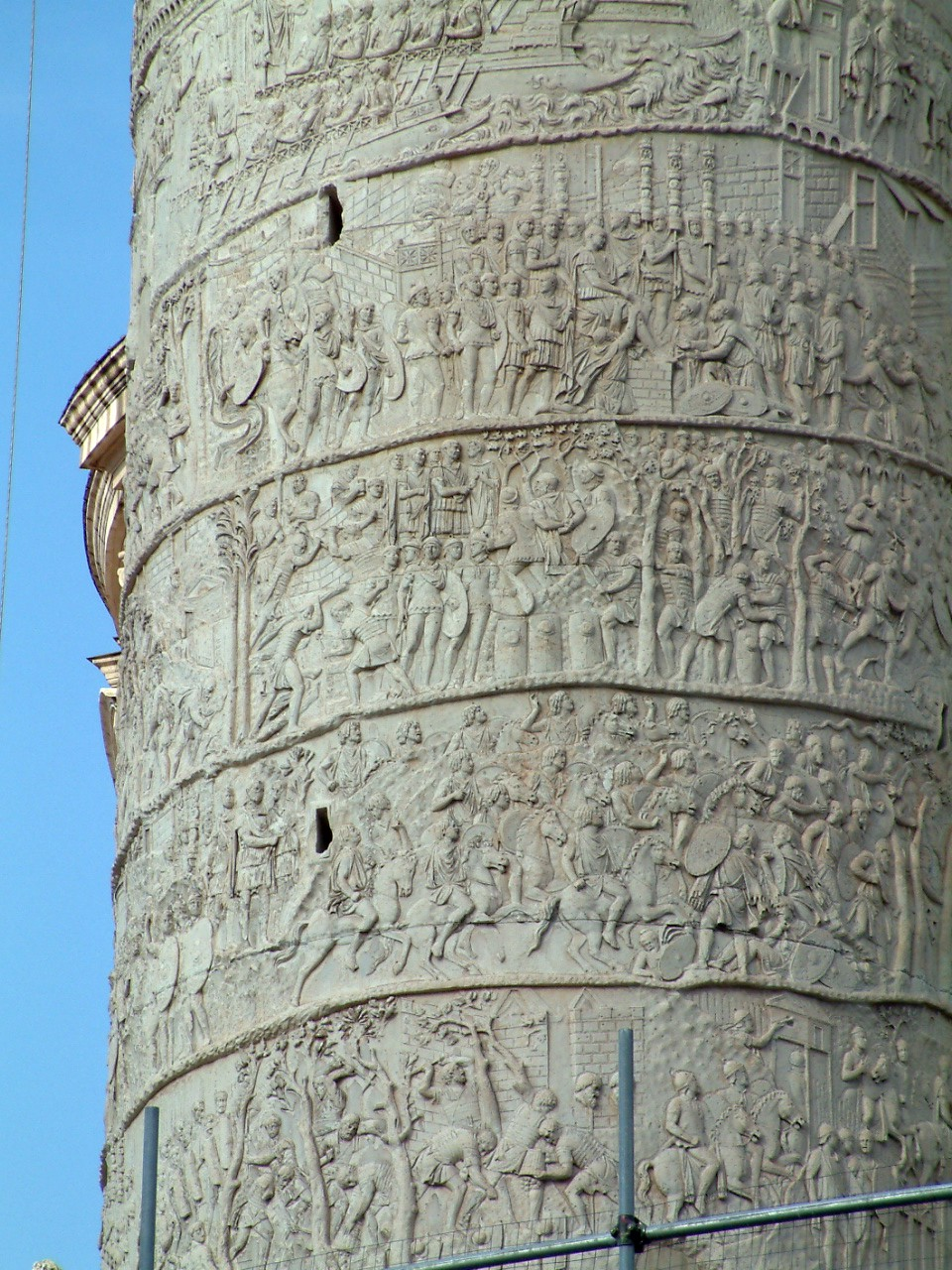
Traianus oszlopa

Vannak, akik a barlangfestményekben látják a képregények legkorábbi előképeit, mondván, hogy ezek is történeteket mesélnek el képek segítségével. Ez a fajta párhuzamba állítás azonban kissé erőltetett, hiszen itt nem egymásba függő képek sorozatáról van szó, a képregénynek semmivel sincs több köze a barlangfestményekhez, mint bármelyik másik vizuális művészetnek (bár legalább annyi köze van hozzá). Továbbá a legtöbb régész szerint a barlangfestményeknek nem történetelbeszélő, inkább mágikus szerepük volt.
Az ókori birodalmak, Egyiptom, Hellász és Róma falfestményei, féldomborművei már közelebb állnak a képregényhez annyiban, hogy képek sorozatával beszélnek el egy történetet. Ismert példa Traianus római császár oszlopa, ami a dáciai hadjáratot örökíti meg. Az oszlop domborművei azonban még csak illusztrálnak egy történetet, amit az otthon maradottak már ismertek: pusztán látva azokat nem érthették volna meg az eseményeket.

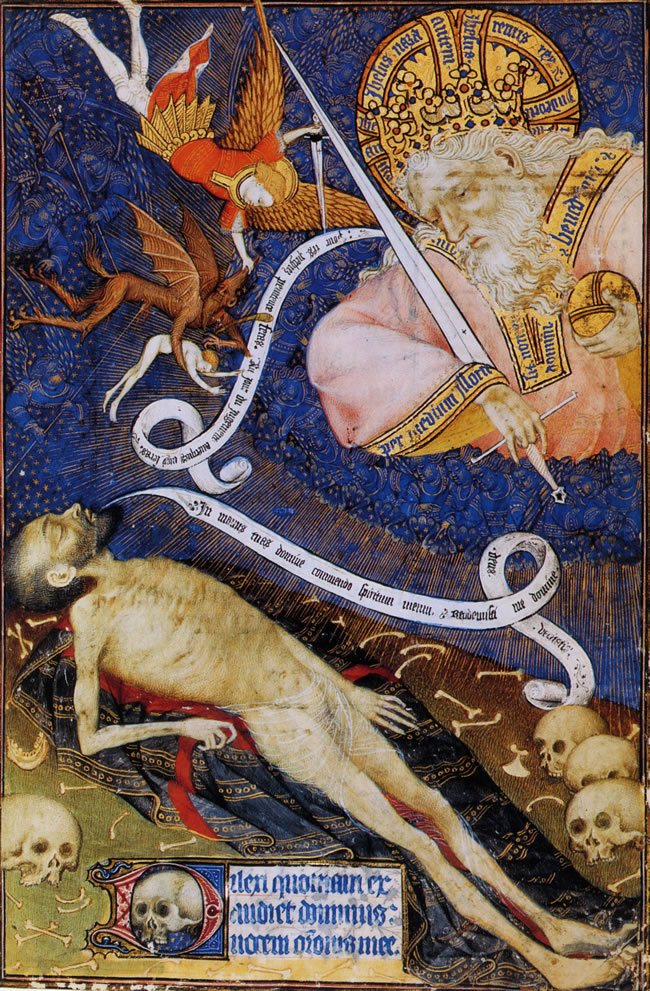
Illusztráció egy középkori hóráskönyvből (Grandes Heures de Rohan). Az alakok szavai szóbuborékszerű szalagokon olvashatók

A középkori India, Tibet és Kína templomaiban felfüggesztett képek és a nép kezén forgó népkönyvek kevés szöveggel, inkább a képek segítségével idézték fel a már jól ismert vallásos történeteket, így téve őket elérhetővé az írástudatlanok számára. A korabeli Európa piacterein is népszerűek voltak az énekkel, verssel kísért, a szentek vagy hősök tetteit elbeszélő képbemutatók.

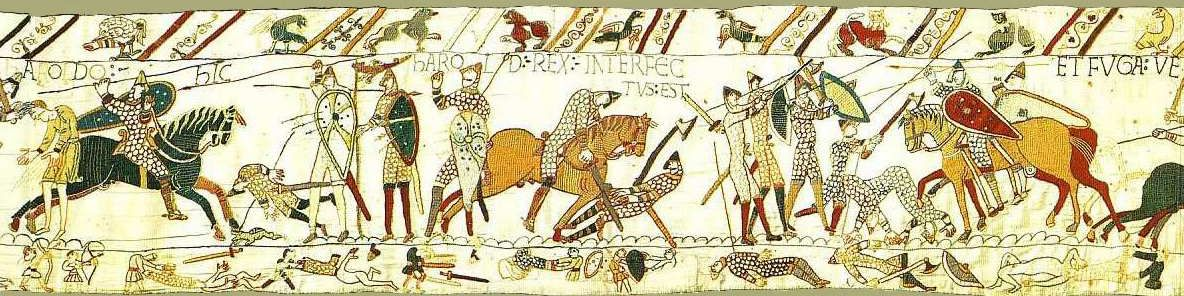
Részlet a bayeux-i falikárpitról: II. Harold angol király elesik a hastingsi csatában

A képregény előfutáraként leggyakrabban emlegetett példa a 11. század végén készült bayeux-i faliszőnyeg, amely Hódító Vilmos 1066-os angliai partraszállását és a hastingsi csatát mutatja be. A több mint hatszáz kép közé latin nyelvű feliratokat szőttek, ezek segítik a cselekmény megértését.
A középkori kódexekben találunk olyan képeket, amelyeken az egyes alakok szájához szalagszerű feliratok vezetnek, ezek a szóbuborékok előfutárai.

### 17–18. század

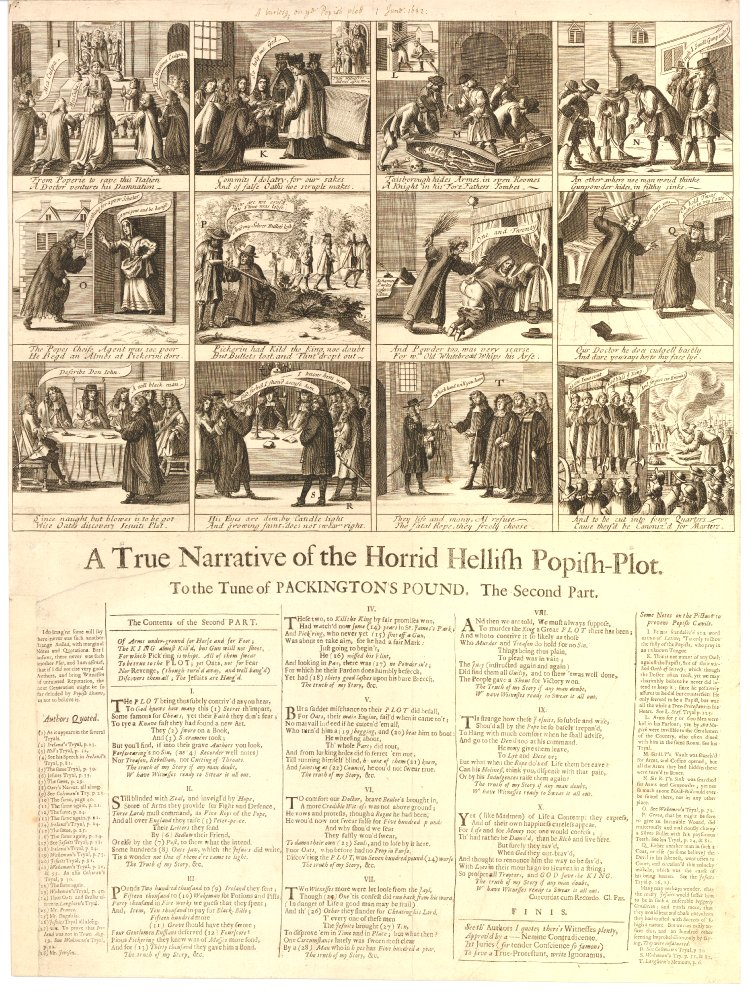
Egy pokoli pápista összeesküvés igaz története (1682)

A könyvnyomtatás elterjedésével megnyílt az út a grafikák, karikatúrák sokszorosítása és terjesztése előtt, elsőként angol földön.
Egy korai ránk maradt mű, amelyben felismerhetők a képregény vonásai, az 1682 körül készült Egy pokoli pápista összeesküvés igaz története (A True Narrative of the Horrid Hellish Popish Plot) című munka. William Hogarth 1732-es Egy kéjnő utazása (A Harlot's Progress) és 1735-ös Egy kéjenc utazása (A Rake's Progress) című metszetsorozatai szintén mutatnak formai hasonlóságokat, bár ezek inkább a karikatúrákra, mint a képregényekre emlékeztetnek.
Más, ebben a korban alkotó művészek Thomas Rowlandson, James Gillray, Jan Vandergucht és George Cruikshank. Rowlandsonnak és Gillraynek tulajdonítják a szóbuborék mai formájának feltalálását. Rowlandson egyik 1782-es munkája, ami a napi politikát gúnyolja, a képsorok korai előképe. Munkássága népszerűsítette a képsort, mint elbeszélő módot.

### 19. század
A svájci karikaturista, Rodolphe Töpffer kulcsszereplő a képregény történetében. Művei Európa- és Amerika-szerte megjelentek és piacot teremtettek a hasonló munkák előtt. Első rajzregényét, a Les Amours de Monsieur Vieux-Bois 1827-ben írta, a közönség elé azonban 1833-ban lépett a "Historie de M. Jabot"-tal, másfél évtizeden belül ezt még hat könyv követte. Töpffert tartják a képregényalbum feltalálójának, mert minden munkája hosszabb lélegzetvételű. Könnyed rajzaival a társadalmi szokásokat, a politikát, a tudósokat karikírozta. Munkáiban a hangsúly már egyértelműen a rajzokon van, a szöveg csak kiegészíti, összekapcsolja azokat. Ernst Gombrich megállapítása szerint Töpffer új művészete engedte, hogy a hézagokat a közönség töltse ki saját képzeletével.

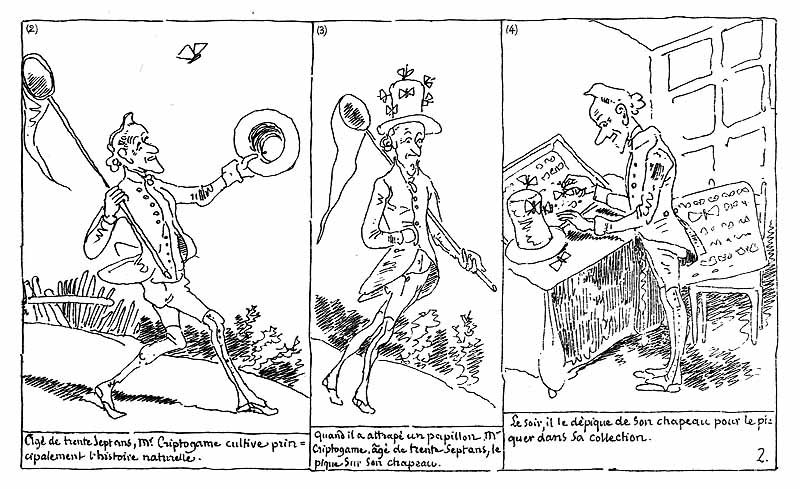
Rodolphe Töpffer rajza: Monsieur Criptogame, a lepkegyűjtő

Maga Töpffer írja 1845-ben megjelent Arculattanulmány (Essai de physiogonomie) című esszéjében: „Mert attól eltekintve, hogy sokkal több ember tud látni, mint olvasni, a képirodalom különösen a gyerekekhez, a tömegekhez szól, a publikumnak ahhoz a részéhez, amelyet nagyon könnyű megrontani, és amelyet bizony kívánatos lenne fölemelni. A képirodalom kettős előnyével – sokkal tömörebb és viszonylag sokkal világosabb, ha különben azonosak a feltételek – ki kell hogy szorítsa az írásos irodalmat, minthogy sokkal életszerűbben, nagyobb számú gondolkodó lényhez fordul. Aki a képirodalom közvetlen módszerét használja, minden versenyben fölényben van azokkal szemben, akik fejezetekben beszélnek.” (Kertész Sándor: Szuperhősök Magyarországon, Semic Interprint, 1991)
A század végén Franciaországban más művészek is követték Töpffert: Georges Colomb alias Christophe, a La Famille Fenouillard (1893) és a Sapeur Camember (1896) szerzője, valamint Nadar, Amédée de Noé alias Cham, Grandville, Gustave Doré és Caran d'Ache.

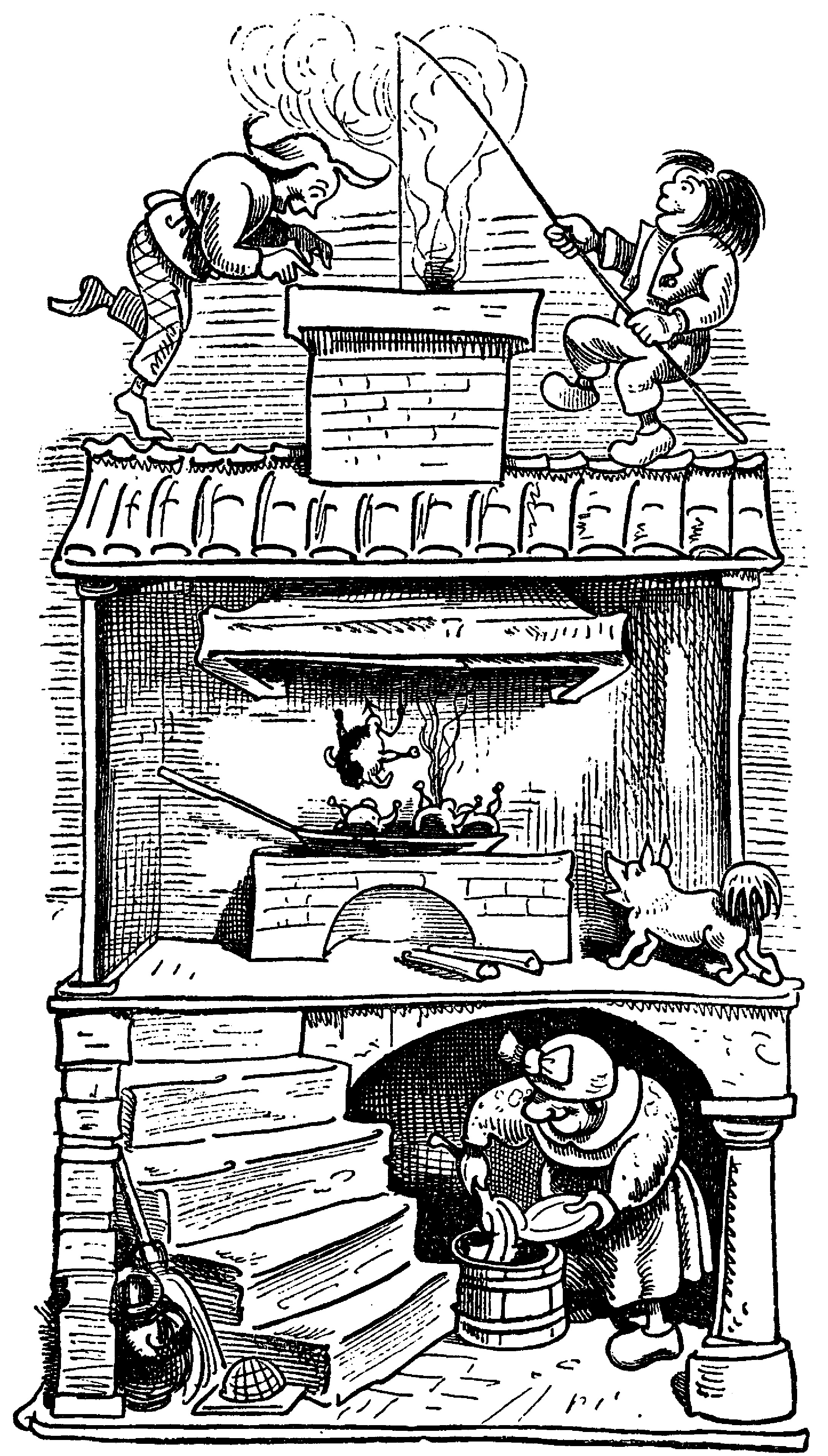
Wilhelm Busch: Max und Moritz

1832-ben indult Párizsban a Charivari című napilap, Honoré Daumier litográfiáival amelyek később más országok élclapjainak is mintaként szolgáltak. 1841-ben jelent meg Londonban indult a Punch magazin, 1844-ben Münchenben a Fliegende Blätter, majd az Egyesült Államokban a Judge és a Puck.
A Fliegende Blätter volt az első élclap, amely nemcsak karikatúrákat, hanem önálló történeteket bemutató képsorokat is megjelentetett 1859-ben. Készítőjük, Wilhelm Busch tudatosan élt a képregény nyújtotta lehetőségekkel: a gúnyrajzokat helyzetkomikummal, gegekkel kombinálta – ezek szóbuborékok nélküli, képaláírásos képregények. Legsikeresebb rajzsorozata, a Max és Móric 1865-ben jelent meg.
1884-ben jelent meg Angliában az Ally Sloper's Half Holiday, az első képregénymagazin, ami egy állandó figura kalandjait mesélte el.

### A második világháború előtt

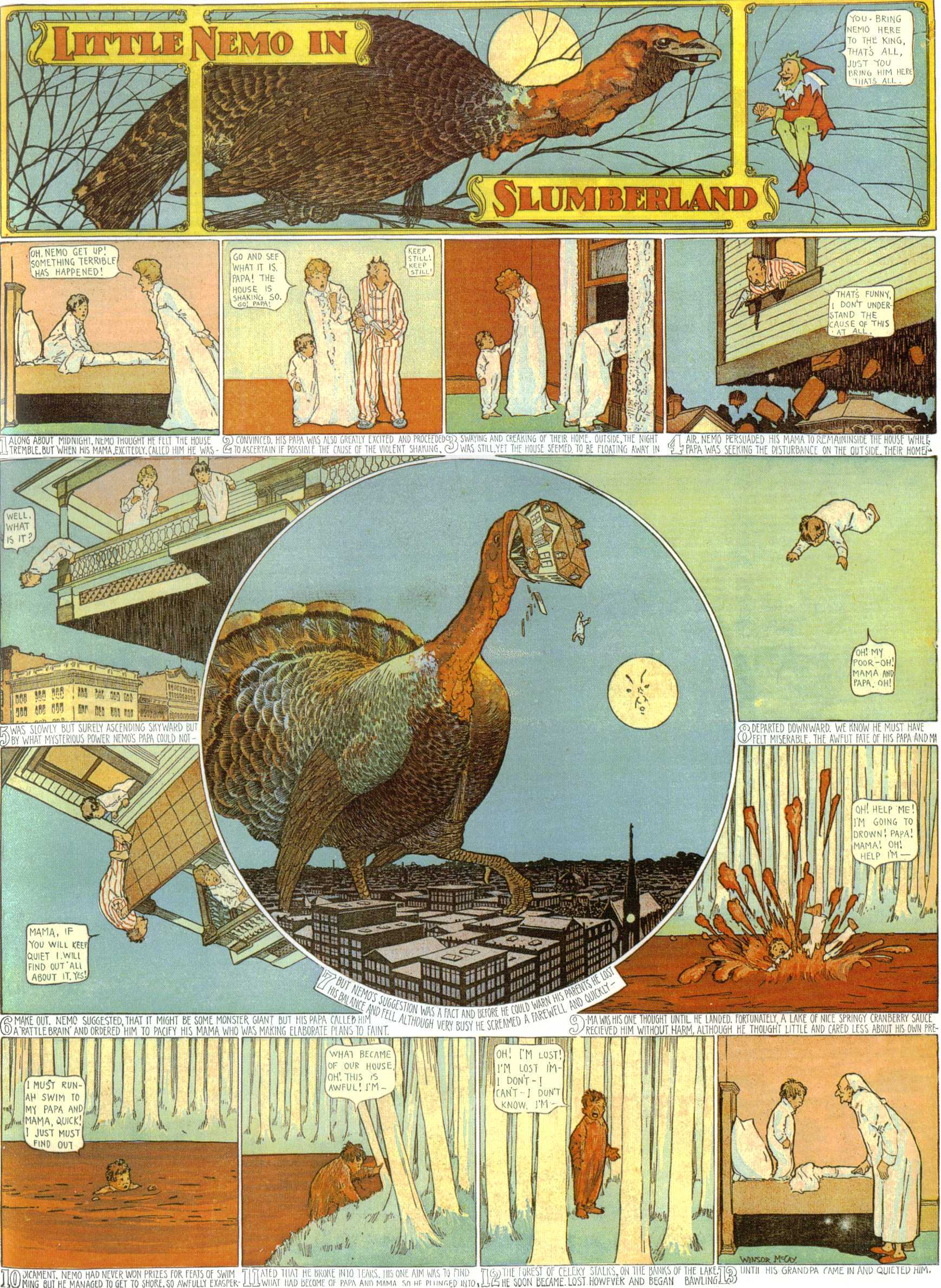
Winsor McCay: Little Nemo in Slumberland

Valódi korszaka a 20. század elején kezdődött két amerikai sajtómágnás J. Pulitzer és William Randolph Hearst vetekedésével, újságaik színes vasárnapi mellékletében. Kezdetben a képregény egy elbeszélés egyszerű illusztrációja volt csupán, de hamarosan sajátos helyet vívott ki magának. A rajzokon léggömb vagy buborék formájú vonallal körülkerített nagy, fehér foltok tűntek fel, és a szöveget foglalták magukba. A képregény kezdetben humoros, innen kapta angol nevét, a comics-ot, és változatos témájú. A gyermeki szembeszegüléstől, Rudolph Dirks: Katzenjammer Kids (1897), az álom vízióin át, Winsor McCay: Little Nemo in Slumberland (1905), a családi problémákig, G. MacManus: Bringin Up Father (1915) terjed.
Bud Fisher 1907-ben az USA-ban elsőként jelentetett meg képregényt napi folytatásokban. Európában a szöveg két egymással ellentétes szellemű képregényben megőrizte fontosságát. Pinchon és Caumery: Bécassine (1905), és Forton: Les Pieds Nickelés (1908).
Egyes amerikai rajzolók a képregényben, a szórakozáson kívül új elbeszélő kifejezésmód lehetőségeit látták: Pat Sullivan: Krazy Kat (1910). A terjesztővállalatok például a Syndikates pénzügyi és ideológiai szempontból is meghatározták a rajzolók munkásságát. Nekik volt köszönhető, hogy egyszerre volt sikerük a különbözőbb témájú képregényeknek: a polgári családi idillt felrajzolóknak, a rendőri nyomozást bemutatóknak, a fantasztikus halandókat, valamint a tér és az idő hőseit is megelevenítőknek. A képregény jelentőségét az adta, hogy a kor gazdasági és társadalmi eseményeit figyelemre méltó hitelességgel rögzítette: a nagy gazdasági válság idején Amerikában Mickey egér (1927), Popeye (1929), Batman és Superman (1938) képregények jelentek meg.

### A II. világháború után
A második világháború idején pedig Milton Caniff: Malle Call (1942) és Steve Canyon (1947) írásai váltak híressé . A társadalmi válság a horrorképregényekben jelent meg, de ezeket hamar be is tiltották, hiszen az erőszakot hirdették. Európában ez idő alatt kis késéssel hasonló fejlődés ment végbe: Hergé Tintinje, Rob Vel majd Franquin Spirouja, vagy Goscinny és Uderzo Asterixe elsősorban a fiatalságot szórakoztatta, a Hara Kiri (1961), majd 1969-ben Charlie Hebdo, a politikát is beiktatta a műfajba. Brösel képregénye, a Werner az 1980-as évekbeli németországi fiatalok életérzését jelenítette meg. A képregény tartalmilag fejlődött, grafikai újítások kísérték, az 1930-as évektől ezek általános filmi és képi eljárásokba integrálódtak. Ilyenek voltak a Silver Surfer az USA-ban, Fred, Duirlet Franciaországban. Oroszországban még az 1970-es évek végén is elítélték a képregény műfaját, de azért néhány lapban mégis megjelent. Egyes országok a képregényt gazdasági, kulturális problémák bemutatására is felhasználták.

## Képregény-elmélet

### Keretezés
A képregény minden műfajánál a keretezés segítségével olvasunk. Ez annyit jelent, hogy az információt – legyen az kép vagy szöveg – összekapcsolva, a képkockák közötti átmenetet kiegészítve olvassuk. Így áll össze az olvasó számára érthető történetté.
Az átmeneteknek hat típusa ismert.
1. Pillanatról pillanatra történő átmenet: egy cselekményt pillanatonként jelenít meg.
2. Cselekményről cselekményre: a lényeges mozzanatokat jeleníti meg. Segíti a lendületes tempót az eseménydús történeteknél.
3. Szereplőről szereplőre: párbeszédeknél használt.
4. Jelenetről jelenetre: térben és időben nagyobb ugrás megy végbe.
5. Nézőpontról nézőpontra: a helyszín hangulatának érzékeltetésére használják elsősorban Japánban. A keleti történetekben ugyanis régóta épp annyi szerep jut az ottlétnek, mint a megtett útnak.
6. Logikai ugrás: a képkockák között látszólag semmilyen logikai kapcsolat nincs. A kísérleti képregényekben azonban gyakran használják.

### A képkocka ideje
A képekről, festményekről tudjuk, hogy egyetlen pillanatot jelenítenek meg. A képregény kockáiban viszont más szabályok uralkodnak. Egy felirat vagy egy szövegbuborék tartalma megnyújtja az időt. Emellett a képi megoldások is hatnak rá: a mozgás jelölése vagy egy képkocka elnyújtott kerete. A szokásos formájúnál hosszabb keretet úgy érzékeli az olvasó, mintha kicsit hosszabb időtartamot jelölne.
Lényegesebb azonban, hogy a képkockában olvasható szöveg több részből állhat. A szövegbuborékok elhelyezése a kockákhoz hasonlóan sorrendben olvasandó. A nyugati képregényeknél általában fentről lefele és balról jobbra.

## Képregények
|  | Bővebben: Marvel Comics |

|  | Bővebben: DC Comics |